# Bateau de Neurath

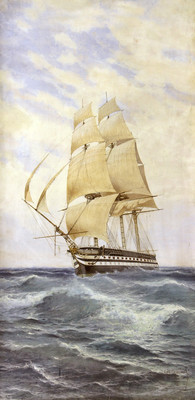
Prokofiev Nikolai Dmitrievich - Navire de ligne sous voiles (Impératrice Maria)

Le bateau de Neurath est une comparaison rhétorique employée dans les comptes rendus anti-fondationnels de la connaissance, en particulier en philosophie des sciences, et formulée pour la première fois par Otto Neurath. Elle est fondée en partie sur le bateau de Thésée qui, cependant, est habituellement utilisé pour illustrer d'autres questions philosophiques, notamment les problèmes relatifs à l'identité. La métaphore a été popularisée par W. V. O. Quine dans Le Mot et la Chose.
L'analogie anti-fondationnaliste de Neurath, qui consiste à reconstruire pièce par pièce un navire en pleine mer, contraste avec l'analogie fondationnaliste bien plus ancienne de René Descartes — dans le Discours de la méthode (1637) et les Méditations métaphysiques (1641) — qui consistait à comparer la construction du savoir à la démolition complète d'un bâtiment pour le reconstruire à partir de la base.
Avant l'image employée par Neurath, Charles Sanders Peirce avait utilisé à des fins similaires la métaphore de la marche sur une tourbière : on ne fait un pas de plus que lorsque le sol sous nos pieds commence à céder. 

## Différentes versions
Neurath a employé cette comparaison à plusieurs reprises :

### Anti Spengler
La première occurrence paraît dans l'ouvrage Problems in War Economics de Neurath.
« Nous sommes comme des marins qui en mer doivent reconstruire leur navire mais ne sont jamais en mesure de recommencer depuis le début. Lorsqu'une poutre est enlevée, une nouvelle doit immédiatement la remplacer et pour cela le reste du navire est utilisé comme soutien. De cette façon, en utilisant les vieilles poutres et le bois qui flotte, le navire peut-il être entièrement reformé, mais seulement par une reconstruction progressive ».
Keith Stanovich, dans son livre The Robot's Rebellion[Où ?], s'y réfère comme à un « amorçage neurathien », et l'utilise comme analogie avec la nature récursive de révision de nos croyances. Une « planche pourrie » sur le navire par exemple peut faire référence à un virus de mème ou à un mème pourri (à savoir un mème qui est inadapté à la personne ou ne sert à rien de bénéfique pour la réalisation des objectifs de vie d'un individu). Il peut être impossible d'amener le bateau à terre pour les réparations, aussi doit-on se tenir sur les planches qui ne sont pas pourries afin de réparer ou remplacer celles qui le sont. Plus tard, les planches précédemment utilisées comme soutien peuvent être testées en se tenant sur les autres planches qui ne sont pas pourries :
« Nous pouvons procéder à certains tests en supposant que certains mèmeplexes (par exemple la science, la logique, la rationalité) sont fondamentaux mais, plus tard, nous pourrions aussi mettre en question ces derniers mèmeplexes. Plus globalement nous aurons testé le verrouillage de nos mèmeplexes, plus confiants nous pourrons être que nous n'avons pas laissé un virus de mème entrer dans notre appareillage mental… » (p. 181)
Chacun pourrait procéder de cette façon pour examiner et réviser ses croyances de manière à devenir plus rationnel.

## Source de la traduction
- (en) Cet article est partiellement ou en totalité issu de l’article de Wikipédia en anglais intitulé « Neurathian bootstrap » (voir la liste des auteurs).